# Otus jolandae
Mocho-d'orelhas-de-lombok ou mocho-de-orelhas-do-rinjani (Otus jolandae) é uma espécie de mocho encontrado apenas na ilha de Lombok na Indonésia. Foi descoberto pela primeira vez em setembro de de 2003 e foi descrito formalmente em 2013. Os indivíduos são difíceis de distinguir do Otus magicus pela aparência, mas o som do seu piado é diferente.